# Dendrocnide moroides
A Dendrocnide moroides, közismertebb nevén a Gympie gympie gyakori növényfaj Ausztrália esőerdővel borított északkeleti részein. Legismertebb tulajdonsága az, hogy csalánszőrei, melyek az egész növényt beborítják egy meglehetősen irritáló neurotoxint tartalmaznak, amely bőrrel érintkezve heves fájdalomérzetet és égő, viszkető érzést okoznak. Az Ausztráliában élő Dendrocnide nemzetség legmérgezőbb faja. Gyümölcse ugyanakkor ehető, ha a növény szőreit maradéktalanul eltávolítják.
E növény gyakran egyetlen fás szárat növeszt, magassága elérheti az 1-3 métert is. Nagy szív alakú levelei 12–22 cm hosszúak és 11–18 cm szélesek, finoman fogazott levélszélekkel.

## Ökológiája
E növény hímnős, azaz ugyanazon a növényen megtalálhatóak a porzós virágok is, melyeket termő virágok vesznek körül. Virágai kicsik.  Lédús gyümölcsei eperfa gyümölcs ízűek és színük a világos rózsaszíntől a liláig váltakozik. 
E növény az esőerdei tisztásokat az egyik legkorábban birtokba vevő növényfajok közé tartozik. Magjai csírázásához zavartalan napfényre van szükség. Bár Queensland állam területén meglehetősen gyakori növényfajnak számít, azonban elterjedési területének déli részén Új-Dél-Walesben a veszélyeztetett növényfajok közé tartozik.

## Mérgező képessége
E növényfajt borító szőrzet érintése során a növény szőrei átlyukasztják a bőrt és heves, égető, viszkető érzés keletkezik. A sérülés helyén rendkívüli fájdalommal járó érzet alakul ki, amelynek gyógyulása napokig, hetekig, vagy akár hónapokig is eltarthat. Az irritáció kezdetén apró piros pöttyök keletkeznek, amelyek összeállnak egy nagy vörös folttá és egy vöröslő duzzadt vart hoznak létre.

## Fordítás
- Ez a szócikk részben vagy egészben  a   Dendrocnide moroides című angol Wikipédia-szócikk ezen változatának fordításán alapul.  Az eredeti cikk szerkesztőit annak laptörténete sorolja fel. Ez a jelzés csupán a megfogalmazás eredetét és a szerzői jogokat jelzi, nem szolgál a cikkben szereplő információk forrásmegjelöléseként.